# Même les cow-girls ont du vague à l'âme
Cet article concerne le roman de Tom Robbins. Pour le film de Gus Van Sant, voir Even Cowgirls Get the Blues.
Même les cow-girls ont du vague à l'âme (titre original : Even Cowgirls Get the Blues) est un roman de l'écrivain américain Tom Robbins, publié en 1976, dont a été tiré un film du même nom.